# Algo viejo, algo nuevo, algo prestado
Algo viejo, algo nuevo, algo prestado es una película del cineasta argentino Hernán Rosselli. Fue estrenada en 2024 en la Quincena de Cineastas del Festival de Cine de Cannes. Ha recibido el premio a la mejor película del Festival Internacional de Cine de Gijón (FICX62).

## Argumento
La película sigue los pasos de una joven cuyo padre se dedica a las apuestas clandestinas en Buenos Aires y del que sospecha que podría tener una segunda familia. Desde que su padre murió, Maribel y su madre, Alejandra, quedaron a cargo de la compleja empresa familiar. Un secreto que desmontará todas sus creencias y le permitirá vislumbrar una realidad muy distinta.

## Reparto
- Javier Abril como Javier Abril Rotger

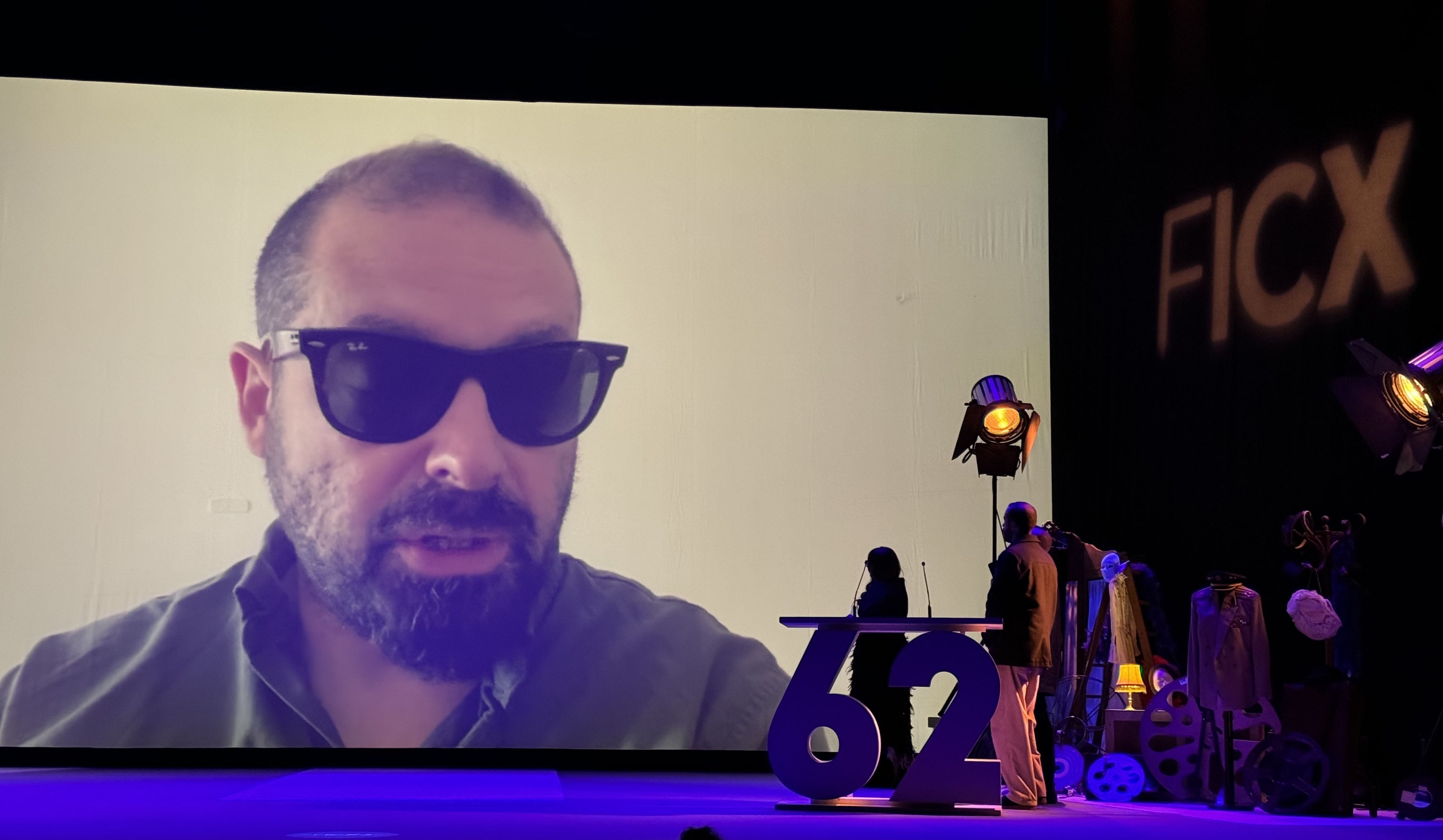
Rosselli recibe el premio a la mejor película en el Festival Internacional de Cine de Gijón 2024

- Marcelo Barbosa
- Alejandra Cánepa
- Hugo Felpeto
- Maribel Felpeto
- Leandro Menéndez
- Juliana Simoes Risso

## El director
Hernán Rosselli, director y guionista de la película ha explicado que el proyecto surgió de manera fortuita: Una de las protagonistas, Maribel, conocida suya de hace años, le mostró en 2017 videos caseros que el padre había filmado entre 1986 y 2000. “Los vi y me pareció increíble, no eran películas familiares, sino que tenían una pequeña puesta en escena”. Rosselli precisa que en realidad esta familia no tiene nada que ver con el mundo de las apuestas.
Algo viejo, algo nuevo, algo prestado es el segundo largometraje de Rosselli después de Mauro (2015)

## Críticas y recepción
El director entreteje un embriagador relato de auto ficción combinando imágenes de archivo (videos caseros de su vecina de la infancia, Maribel Felpeto) con una narrativa de ficción enmarcada en la historia de los Rosselli y que es interpretada por Felpeto y su familia.(...) la lentitud del film queda compensada por el arte con que Rosselli esculpe la estructura espacial del mismo, la cual logra mezclando elementos fotográficos (Joaquin Neira y Hugo Felpeto) y auditivos, así como otros métodos multimodales a la hora de captar y detallar la vida, el pasado y los recuerdos. Olivia Popp. Cineuropa.
El director argentino da muestras de un control envidiable del tempo narrativo, así como de tener el cuajo suficiente para ir soltando la información con cuentagotas, manteniendo así permanentemente el interés del espectador. Gabriel Menéndez. El Comercio

## Premios
- Nominada a Mejor película (quincena de realizadores)

- Premio Fipresci al mejor largometraje 2024. Festival Internacional de Cine de Gijón[7]
- Premio especial a la contribución artística Tierres en trance 2024. Festival Internacional de Cine de Gijón